# Manuel Fuente Andrés
Manuel Fuente Andrés (Fuentespina, província de Burgos, 16 de juny de 1808-1860?) va ser un jurista i polític espanyol, ministre durant el regnat d'Isabel II d'Espanya.

## Biografia
Advocat i escriptor, va promoure i presidir La Tertulia, societat recreativa d'Aranda de Duero. Fou oficial de la Secretaria de Gràcia i Justícia, fiscal del Tribunal de Comptes del Regne i Vocal de la Comissió General de Codificació en 1856.
Fou elegit diputat per Burgos a les eleccions de 1836, 1839, 1841, 1854 i 1858. Va ser  ministre de Gracia i Justícia des de juny de 1855 fins a gener de 1856, durant el tercer gabinet de Baldomero Espartero. En març de 1860 fou designat senador vitalici.